# Closterus giganteus
Closterus giganteus là một loài bọ cánh cứng trong họ Cerambycidae.